# 藤原純友
藤原純友（平假名：、寬平5年（893年）? - 天慶4年6月20日（941年7月21日）），平安時代的貴族，通稱「平安海賊王」。
天慶年間，在瀨戶內海地區對朝廷進行反亂，與同一時間於關東地區作亂的平將門合稱為承平天慶之亂。

## 生平
藤原純友出生於藤原北家支流，早年喪父，在叔父伊予守藤原元名旗下擔任伊予掾，鎮壓當時在瀨戶內海猖獗的海盜。《日本紀略》承平6年（936）6月條記載，藤原純友變成海盜的首領，在伊予國的日振島聚集千餘艘的船隻，搔擾週邊海域；然，扶桑略記承6年（936）夏6月條雖亦有海盜作亂的相關記錄，卻沒有記載藤原純友為海盜。
天慶2年（939）12月，藤原純友與備前國豪族藤原文元於攝津國須岐駅襲擊備前介・藤原子高，播磨國豪族三善文公也襲擊播磨介・島田惟幹。因當時平將門於關東地區作亂，朝廷先對藤原純友等人招安，然因平將門快速滅亡，外加招安工作不順，朝廷決定對在西國作亂者進行追討。
天慶3年（940）8月至12月，藤原純友多次與朝廷軍於西國諸國展開合戰。天慶4年（941）年初，藤原純友盟友藤原恆利向朝廷軍投降，朝廷軍擊敗讚岐國與伊予國的叛軍。天慶4年（941年）5月，藤原純友率軍襲擊九州大宰府，然，而後被小野好古、大蔵春實等人率領的追討軍擊敗。藤原純友與兒子重太丸逃向伊予國，不過在同年6月被伊予國警固使橘遠保抓捕，隨即遭斬首。但也有藤原純友帶領著大船團前往海外的傳說。
目前，祭祀藤原純友的神社是岡山縣松島市的純友神社和愛媛縣新居濱市的中野神社。